# Богодуховский мясокомбинат
Богодуховский мясокомбинат (укр. Богодухівський м’ясокомбінат) — предприятие пищевой промышленности в городе Богодухов Богодуховского района Харьковской области Украины.

## История
В советское время мясокомбинат (вместе с шестью другими мясокомбинатами области и 16 обеспечивавшими их деятельность заготовительными совхозами) входил в состав Харьковского производственного объединения мясной промышленности и являлся одним из крупнейших предприятий города.
После провозглашения независимости Украины комбинат был передан в коммунальную собственность Харьковской области.
В мае 1995 года Кабинет министров Украины утвердил решение о приватизации комбината. В дальнейшем, государственное предприятие было преобразовано в закрытое акционерное общество.
В январе 2012 года мясокомбинат был перерегистрирован как публичное акционерное общество, а позднее - реорганизован в частное акционерное общество.

## Современное состояние
Комбинат производит убой птицы, кроликов, крупного рогатого скота и свиней и специализируется на производстве мясопродуктов (в первую очередь, свинины) и колбасы (полукопчёная колбаса "Богодуховская" из мяса птицы).